# Pacific Beach (Washington)
Pacific Beach az Amerikai Egyesült Államok északnyugati részén, Washington állam Grays Harbor megyéjében elhelyezkedő statisztikai település. A 2010. évi népszámlálási adatok alapján 291 lakosa van.
Pacific Beach postahivatala 1907 óta működik.